# Anton Siebenhaar
Anton Siebenhaar (* 27. August 1923 in Schweinfurt; † 28. Januar 2000) war ein deutscher Ruderer.

## Biografie
Anton Siebenhaar wurde 1950 und 1952 Deutscher Meister mit dem Achter.
Des Weiteren nahm Siebenhaar an den Olympischen Sommerspielen 1952 in Helsinki teil. Zusammen mit den drei Brüdern Anton, Michael und Stefan Reinartz sowie Hans Betz, Peter Betz, Roland Freihoff, Heinz Zünkler und Steuermann Hermann Zander wurde er in der Regatta mit dem Achter Fünfter.